# Гидеон Глифул
Гидео́н Чарльз Гли́фул (англ. Gideon Charles Gleeful), также известен как Малы́ш Гидео́н (англ. Lil' Gideon) — персонаж из мультсериала «Гравити Фолз», ребёнок, выдававший себя за телепата. Жажда власти мотивирует его манипулировать и запугивать людей, вынуждая их делать то, что нужно ему. Гидеон — заклятый враг семьи Пайнс и главный антагонист первого сезона «Гравити Фолз», пока не попадает в тюрьму. Несмотря на то, что он длительное время являлся врагом и антагонистом сериала, он понимает, что его прежний путь был неверен и пытается начать все сначала, как хороший, нормальный мальчик. Ему соответствует пятиконечная звезда с глазом в центре на колесе Билла. Влюблён в Мэйбл Пайнс, которая старше его на два года.

## Появления

### 1 сезон
Впервые Гидеон появляется в эпизоде «Легенда о Живогрызе» на обложке газеты «Необычные новости».
В эпизоде «Рука, качающая Мэйбл» Зус показывает близнецам рекламу шатра телепатии, а позже они решают посетить шатёр, несмотря на запрет Стэна. В шатре он замечает Мэйбл и влюбляется в неё. На следующий день Гидеон приходит в Хижину Чудес и приглашает её сделать друг другу макияж. Мэйбл соглашается. Гидеон сразу же показывает Мэйбл, что хочет быть ей больше, чем просто другом, но Мэйбл не испытывает того же. Гидеону удаётся убедить Мэйбл пойти с ним на свидание. В водном ресторане он снова предлагает ей пойти на свидание. Окружающие люди советуют Мэйбл согласиться, и она под общим давлением соглашается.
Диппер видит, что Гидеон стал проблемой для Мэйбл и предлагает ей расстаться с ним. Мэйбл боится идти, и тогда Диппер сам приходит в ресторан и говорит Гидеону, что Мэйбл больше не хочет его видеть. Гидеон думает, что Диппер встал между ним и Мэйбл. Он даёт Тоби Решительному телефон Шандры Хименес, а тот в свою очередь заманивает Диппера на склад. На складе Гидеон пытается убить Диппера с помощью загадочного амулета, но пришедшая вовремя Мэйбл отбирает амулет и разбивает его. Гидеон уходит в тень, говоря, что они «ещё услышат о нём». После этого он делает небольшой макет Хижины Чудес и деревянных кукол в виде Мэйбл, Диппера и Стэна. Гидеон планирует отомстить Пайнсам, а в его руках, как оказывается, находится дневник № 2.
В эпизоде «Несерьёзное сокровище» Гидеон появляется на Дне Первопроходца и дразнит Стэна, закованного в колодки.
В «Малыш Диппер» Гидеон играет с макетом Хижины Чудес и решает отнять её у Пайнсов. Он сначала пытается обмануть Стэна, чтобы он подписал документ на передачу Хижины, но Стэн не купился. Затем он приносит египетских термитов и угрожает Стэну, но его план снова проваливается. После этого он случайно находит волшебный фонарик и уменьшает Диппера и Мэйбл, и уносит их домой. Там он звонит Стэну и говорит, что взял близнецов в заложники, но тот не поверил. Тогда Гидеон решает уменьшить Стэна забрать себе Хижину. Сбежавшие близнецы сумели остановить Гидеона, защекотав его. Вскоре Гидеон у себя дома продолжает думать, как отомстить Пайнсу. Его отец говорит, что он сможет отомстить в другой раз. Гидеон не соглашается, говоря, что ему нужен секрет, который хранит Хижина Чудес.
В эпизоде «Бездна!» Мэйбл выбрасывала его любовные письма в бездонную яму. В эпизоде «Приключение в бассейне» он занимает шезлонг, на который хотел лечь Стэн. Стэн весь день пытался занять место, но его планы проваливались.
В эпизоде «Пленники разума» Гидеон призывает Билла Шифра, чтобы тот залез в разум Стэна и забрал код от сейфа. Биллу не удаётся достать код и Гидеон взрывает сейф динамитом. Так он становится владельцем Хижины Чудес.
В эпизоде «Гидеон восстаёт» Гидеон рассказал о дневниках и их авторе своему отцу, с помощью которых якобы сможет стать всемогущим. Позднее он забирает дневник № 3 у Диппера. В Хижине Гидеон понимает, что дневников не два, а три. Он берёт Гидеон-бота и следует за уехавшими из Гравити Фолз Диппером и Мэйбл. Он останавливает автобус и забирает Мэйбл. Диппер прыгает в центр управления Гидеон-бота и дерётся с Гидеоном. Гидеон-бот падает с железнодорожного моста. Далее Гидеон пытается убедить полицейских арестовать близнецов Пайнс за нападение на него, но вовремя появившийся Стэн показывает, что Гидеон мошенник. Его арестовали, а Стэн получает документ на Хижину Чудес обратно, а также дневник № 2. На суде Гидеон пытался убедить присяжных в своей невиновности, но к несчастью для него Отважный Дэн был в рядах присяжных. Тем не менее в тюрьме Гидеон стал самым главным среди головорезов.

### 2 сезон
Гидеон появляется в эпизоде «Зомби-караоке», где в его камеру проникает яркий свет от включенного Стэном вселенского портала. В эпизоде «Игра Блендина» он появляется младенцем с рогами и надписью «демон» на рекламе автомобилей его отца Бада Глифула.
В эпизоде «Стэн — кандидат в мэры» Гидеон управляет Бадом с помощью заклинания контроля на вырванной им странице дневника № 2. Он делает из Бада «самого милого» кандидата и успешно ведёт в выборах. Диппер и Мэйбл сумели догадаться, что Бадом управляет Гидеон, но он привязывает их к стулу и хочет взорвать. Близнецов спасает Стэн, а Гидеон теряет контроль над Бадом. Позднее он вяжет шнурочки с другими заключёнными. Мёртвый Глаз предлагает ему устроить бунт, но Гидеон отказывается, говоря, что у него плохое настроение. Ночью видно, что Гидеон не спит и дорисовывает колесо Билла, чтобы совершить сделку.
В эпизоде «Странногеддон. Часть 1» Гидеон и его сокамерники вырвались из тюрьмы и были завербованы Биллом для защиты тюрьмы Мэйбл. Дипперу удаётся убедить Гидеона в том, что Мэйбл никогда его не любила и уговорил его стараться быть достойным любви. Гидеон понял, взял обещание с Диппера, что он расскажет Мэйбл про его исправление и вместе с сокамерниками отправился бороться с Биллом.
В эпизоде «Странногеддон. Часть 2: Побег из реальности» Билл Шифр просит Замочника привести к нему Гидеона. В эпизоде «Странногеддон. Часть 3: Вернём Гравити Фолз» он помирился с семьёй Пайнс и праздновал 13-й день рождения Диппера и Мэйбл.

## Оценки

### Общая характеристика
Люси-Джо Финниган из Screen Rant называет Гидеона «весёлым злодеем с момента своего появления. Тот факт, что главный заклятый враг Стэна — буквально ребёнок, вся суть которого — милота, — отличная шутка, и от этого становится только лучше. Гидеон избалован и на грани социопата, и забавно наблюдать, как такой крошечный ребёнок впадает в такую кровожадную ярость на протяжении всего первого сезона».
Алексей Комаров из издания «Кинорепортёр» называет Гидеона «колоритным негодяем, гадким мальчишкой» и «своеобразной маниакальной версией Эрика Картмана, избалованного и жадного до власти эгоиста, который ненавидит дядю Стэна и мечтает завладеть Хижиной Чудес».
Сайт Comic Book Resources неоднократно ставил Гидеона в свои топы: «10 героев мультфильмов с идеальными именами» (9-е место), «10 лучших мультяшных соперников» (5-е место), «5 сильнейших (и 5 слабейших) пользователей магии в мультфильмах» (5-е место), «10 самых милых злодеев мультфильмов» (5-е место), «10 злодеев мультфильмов, притворявшихся героями» (6-е место).

### Тактики Гидеона
Для достижения своей цели Малыш Гидеон использует достаточно коварную стратегию с массой хитрых тактических приёмов. Система тактических приёмов Гидеона, согласно Н. Н. Летиной и Ю. М. Трясковой, описывается следующей последовательностью: хитрость — помощь сверхъестественного существа — открытое вооружённое столкновение.
Гидеон — авторитарен, он не стремится к компромиссу также с склонным к авторитарности бо́льшую часть экранного времени Стэнли Пайнса, начинает действовать превентивно, используя в качестве тактического приёма хитрость (фальшивый билет из национальной лотереи купонов). В данном эпизоде хитрость не удается и тактика Гидеона меняется. Он обращается за помощью к влиятельному инфернальному персонажу — демону Биллу Шифру. Парадоксальным образом демон проигрывает, и тактика Гидеона вновь изменяется: он проводит прямые «военные действия» и в итоге отбирает у Стена хижину. Летина и Тряскова называют это крайне важный для хронотопа сериала момент: происходит крах системы, эффективно существовавшей в мире Гравити Фолз в течение 30 лет.
Однако новый порядок, установленный отчасти комическим антагонистом «малышом Гидеоном», длился недолго. Тактика близнецов по возвращению хижины симметрична по характеру тактическим приемам Гидеона. Первоначальная хитрость (переодевание для проникновения на церемонию по случаю начала строительства Гидеонленда). Следующим шагом стало обращение за помощью к сверхъестественным существам — гномам, которые совершают неудачную атаку на Гидеона (из-за очередного использования волшебного оружия — свистка, подчиняющего волю гномов). Финальное вооруженное столкновение происходит в момент отъезда Диппера и Мэйбл из Гравити Фолз. Гидеон и его гигантский робот нападают на персонажей с целью отнять главную ценность, вокруг которой концентрируется сюжет сериала — сакральную книгу, дневник ученого-изобретателя Форда. Овладение «священной книгой», наполненной тайным знанием — способ для Гидеона достичь необычайного могущества. Корысть и властолюбие Гидеона терпят поражение от Диппера и гармония временно вновь торжествует.
Гидеон желает захватить Хижину Чудес и организовать на её месте Гидеонленд — парк аттракционов для туристов и местных жителей. Исследовательницы Н. Н. Летина и Ю. М. Тряскова отмечают, что название «Гидеонленд» сразу рисует в воображении массового зрителя образ типичного парка аттракционов, таких как Диснейленд. В таком парке всё механизировано, искусственно, и абсолютно всё в нём создано для получения коммерческой выгоды. Несмотря на то, что Хижина Чудес также направлена на получение прибыли, но в ней есть душа и особая атмосфера, которой в Гидеонленде не будет.

### Использование Гидеоном «информационной войны»
Показательным является ведение Гидеоном информационной войны против Стэнли Пайнса и жителей всего города. В этом противостоянии Гидеон обманывал не только с помощью притворства и лицемерия. После захвата Хижины Чудес персонаж продемонстрировал владение технологиями информационной войны: использовал СМИ, фейковые новости и нелицеприятные фотографии для разрушения репутации Стенли и «отстройки» и уничтожения конкурента. Благодаря слежке и умелому манипулированию, Гидеон смог привлечь симпатии горожан и сформировать себе имидж социального авторитета, лидера мнений.
Как оценивают Н. Н. Летина и Ю. М. Тряскова, создатели сериала эффективно использовали данного персонажа-антагониста в качестве носителя стратегии информационной войны. Гидеон представлен как антагонист, но не позиционирован в качестве абсолютного злодея — ему не нужны конфликты и военные инциденты, которые бы запятнали его репутацию. Гидеон в сериале дается с постоянным определителем — «Малыш Гидеон», раскрывающим его социальную маску — милого малыша, голубоглазого блондина, напоминающего «гламурного пупса», любимца города, однако он ещё и «малыш» по своим физическим и возрастным качествам. Информационная война — единственная война, которую может позволить себе Гидеон со своими физическими возможностями и пока ещё скромными ресурсами. Гидеон визуально решён как физически маленький, по возрасту — ребёнок на стадии перехода в подростка. Только в конце первого сезона ему позволено по сюжету компенсировать отсутствие физической силы гигантским роботом из Гидеонленда. До этого момента по сюжету, для того, чтобы добиться поставленной цели — власти и могущества, он и использует информацию, раскрывающую подробности личной жизни жителей Гравити Фолз, с помощью своего «телепатического дара», повышая, тем самым, среди них свой авторитет. Тем не менее, передача информационной войны в руки такого гротескного (и в итоге несостоявшегося) диктатора отнюдь не нивелирует значимости феномена информационной войны и её последствий для социального универсума Гравити. Однако иллюзорные и ложные результаты информационной войны не выдерживают сражения с истиной, которая на стороне подлинных героев Гравити Фолз.